# 真法院町
真法院町（しんぽういんちょう）は、大阪府大阪市天王寺区の町名。「丁目」の設定がない単独町名である。住宅地の地価は長年、関西の最高額で、「芦屋よりも地価が高い“隠れた高級住宅街”」とされている。

## 地理
天王寺区の中央東寄りに位置する。東は烏ケ辻、西は上本町、南は勝山通を挟んで四天王寺（地区）と勝山、北は小宮町と北山町にそれぞれ隣接する。
区役所によると、町内は「昭和初期ごろから、大きな住宅が建ち並ぶ閑静な住宅地」で、マンションも建つが、商業店舗の少ない閑静なエリアとなっている。
近くに大阪星光学院中学校・高等学校（伶人町）や四天王寺中学校・高等学校といった有名私学が近くにある。

### 地価
住宅地の地価は、2021年（令和3年）の地価公示によれば、真法院町10-6の地点で63万5千円/m2となっている。これは関西の住宅地の地価としては22年連続の最高額である。
最高額となる理由として、もともと天王寺区が伝統校や進学校の多い文教地区であり、真法院町が最寄り駅のJRと大阪メトロまで徒歩6分程度の近さにあり、上本町や天王寺の各ターミナル駅も徒歩圏という利便性が挙げられる。
日本有数の高級住宅街として知られる芦屋市（兵庫県）と比べた場合、国土交通省の担当者は「高級住宅街のイメージと地価は直結しないかもしれない」と前置きしたうえで「仮に同じ条件のマンションが建てば、六麓荘町より真法院町のほうが高額だといえるかもしれない」と産経新聞の取材に答えている。

## 歴史
真法院という町名の由来は、旧村当時の小字名から。古来の真法院が存在した遺称を小字名に採り入れ残したことによる。真法院は勝山通を挟んで南に隣接する勝山に所在している。
かつては勝山通を挟んで南に隣接する四天王寺の壽法寺周辺まで毘沙門池が広がり、紅葉の名所として知られていた。明治末期から大正末期にかけて池は埋め立てられ、跡地に1927年（昭和2年）天王寺区役所が設置された。
区役所敷地内には池の存在を伝える記念碑誌が建っている。

## 世帯数と人口
2019年（平成31年）3月31日現在の世帯数と人口は以下の通りである。
| 町丁     | 世帯数  | 人口    |
| -------- | ------- | ------- |
| 真法院町 | 682世帯 | 1,523人 |

### 人口の変遷
国勢調査による人口の推移。
| 1995年（平成7年）  | 1,826人 | [ 11 ] |  |
| 2000年（平成12年） | 1,779人 | [ 12 ] |  |
| 2005年（平成17年） | 1,677人 | [ 13 ] |  |
| 2010年（平成22年） | 1,521人 | [ 14 ] |  |
| 2015年（平成27年） | 1,613人 | [ 15 ] |  |

### 世帯数の変遷
国勢調査による世帯数の推移。
| 1995年（平成7年）  | 637世帯 | [ 11 ] |  |
| 2000年（平成12年） | 682世帯 | [ 12 ] |  |
| 2005年（平成17年） | 666世帯 | [ 13 ] |  |
| 2010年（平成22年） | 628世帯 | [ 14 ] |  |
| 2015年（平成27年） | 700世帯 | [ 15 ] |  |

## 事業所
2016年（平成28年）現在の経済センサス調査による事業所数と従業員数は以下の通りである。
| 町丁     | 事業所数 | 従業員数 |
| -------- | -------- | -------- |
| 真法院町 | 92事業所 | 435人    |

## 交通
町域は大阪メトロ谷町線の四天王寺前夕陽ヶ丘駅と大阪環状線の桃谷駅とのほぼ中間に広がっており、両駅まではともに徒歩6分ほどの距離である。

## 施設
- 天王寺区役所
- 天王寺真法院郵便局
- 五條宮 - 神社
- 日本福音ルーテル天王寺教会
- 天理教国勢分教会
- 天理教真心分教会
- 本松葉屋 - 和菓子店
- ツルハドラッグ天王寺真法院店
- HOTEL SHINPOIN OSAKA ホテル真法院大阪

## その他

### 日本郵便
- 〒543-0041[3]（集配局：天王寺郵便局[17]）